# Villa Estrella
La Villa Estrella o chalé de los Rueda fue un edificio de 1925 situado en la ciudad de Segovia, exponente del estilo regionalista de montaña, obra de Silvestre Manuel Pagola.
El 16 de marzo de 2023 el Ayuntamiento de Segovia autorizó su demolición a fin de construir varios bloques de pisos, esto desató gran polémica y críticas, la Real Academia de San Quirce se opuso y la Consejería de Cultura y Turismo de la Junta de Castilla y León admitió a trámite declarar el conjunto como Bien de Interés Cultural tras la solicitud de un particular. Sin esperar a la resolución de esta petición de declaración, el edificio se demolió el 21 de abril de ese mismo año, un mes y cinco días tras su anuncio.

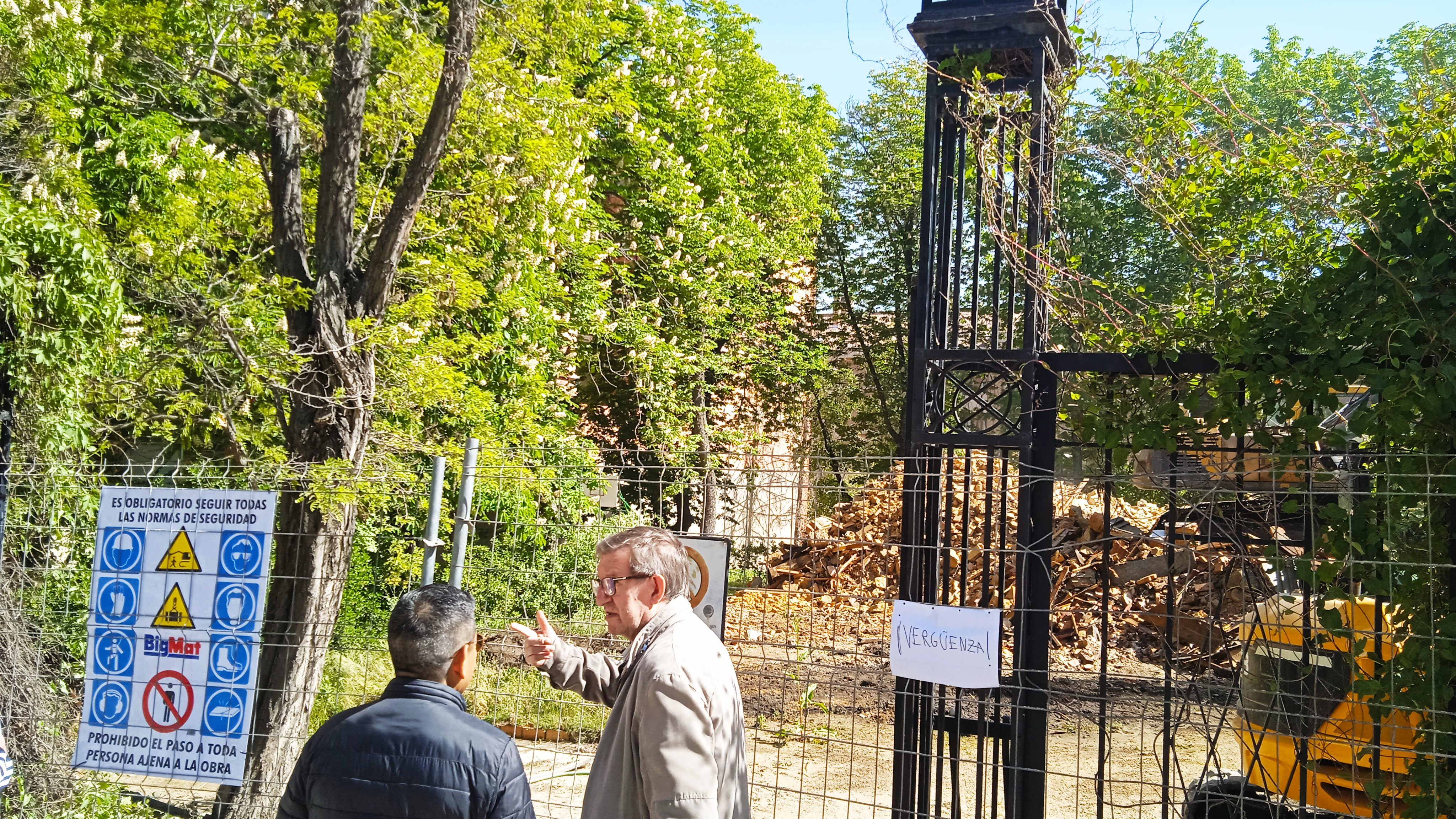
Demolición del edificio de Villa Estrella entre curiosidad y críticas de los transeúntes

## Descripción
Se trataba de un edificio correspondiente a la tipología de los palacios regionalistas de montaña más típicos de zonas del norte de España. El palacio contaba con tres pisos, así como una planta de sótano.
Destacaba su fachada en el Paseo de Ezequiel González. Se trató una obra que ejemplificaba el trayecto hacia una arquitectura cada vez más limpia, desornamentada y funcional por parte del su autor Silvestre Manuel Pagola Bireben, tendiendo a veces a una mayor fuerza expresiva en la combinación y el uso de los elementos arquitectónicos, como sucede en el bloque de viviendas en esquina Francisco Gálvez en la plaza de la Rubia también en Segovia y que se edificará en 1935. Estaba rodeado de un jardín donde todavía encuentran varios ejemplares de árboles centenarios.